# Các tượng đài La Mã, Nhà thờ Thánh Peter và Nhà thờ Giáo hội Đức Mẹ tại Trier
Các tượng đài La Mã, Nhà thờ Thánh Peter và Nhà thờ Giáo hội Đức Mẹ tại Trier là một Di sản thế giới được UNESCO công nhận vào năm 1986. Trier nằm bên bờ sông Moselle là thuộc địa của La Mã từ thế kỷ 1 sau Công nguyên và sau đó là một trung tâm thương mại lớn bắt đầu từ thế kỷ tiếp theo. Nó trở thành một trong những thủ đô của Tứ đầu chế La Mã vào cuối thế kỷ thứ 3 khi nó được gọi là "thành Rome thứ hai". Thành phố này có bằng chứng đặc biệt về nền văn minh La Mã bao gồm mật độ và chất lượng của di tích được bảo tồn.
Không có nơi nào ở phía bắc dãy Anpơ có rất nhiều tòa nhà La Mã quan trọng cùng sự tập trung của các khu định cư La Mã được bảo tồn như ở Trier, và nó được mệnh danh là Rome ở phía Bắc. Vào thời cổ điển, Trier là một trong những thành phố lớn nhất của Đế quốc La Mã. Sau các cuộc cải cách của hoàng đế Diocletianus thì nó là trụ sở của phó vương Tây đế quốc.

## Danh sách
- Nhà hát vòng tròn
- Cầu Moselle
- Nhà tắm Barbara
- Cột Igel
- Porta Nigra
- Nhà tắm Hoàng gia
- Vương cung thánh đường Aula Palatina
- Nhà thờ chính tòa
- Nhà thờ Đức Mẹ (Liebfrauenkirche)

## Hình ảnh

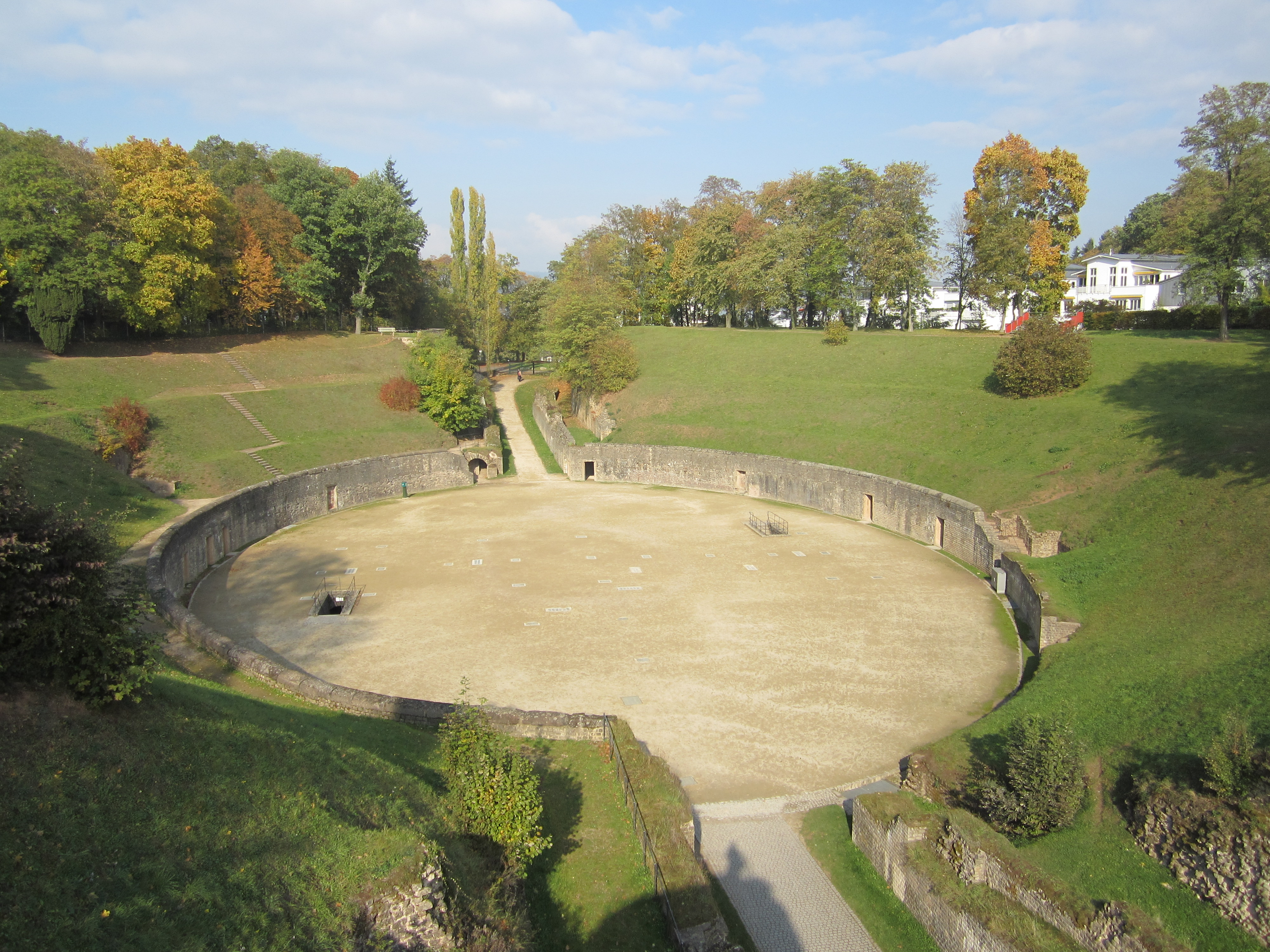
Nhà hát vòng tròn La Mã Trier
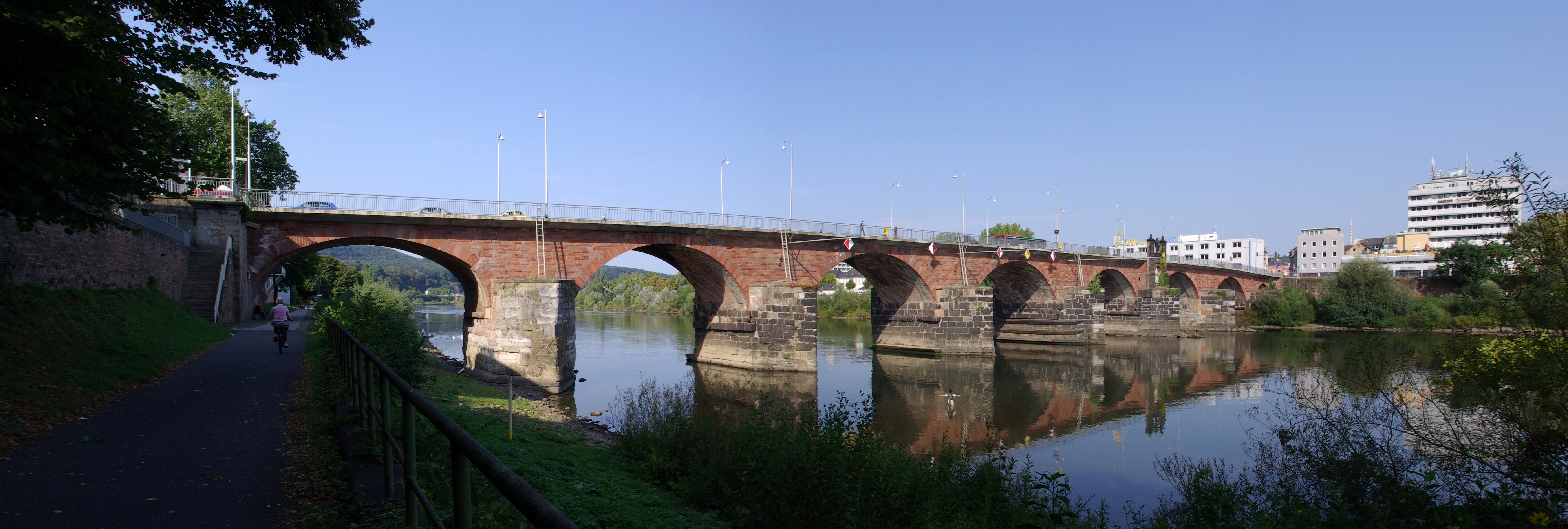
Cầu La Mã Trier
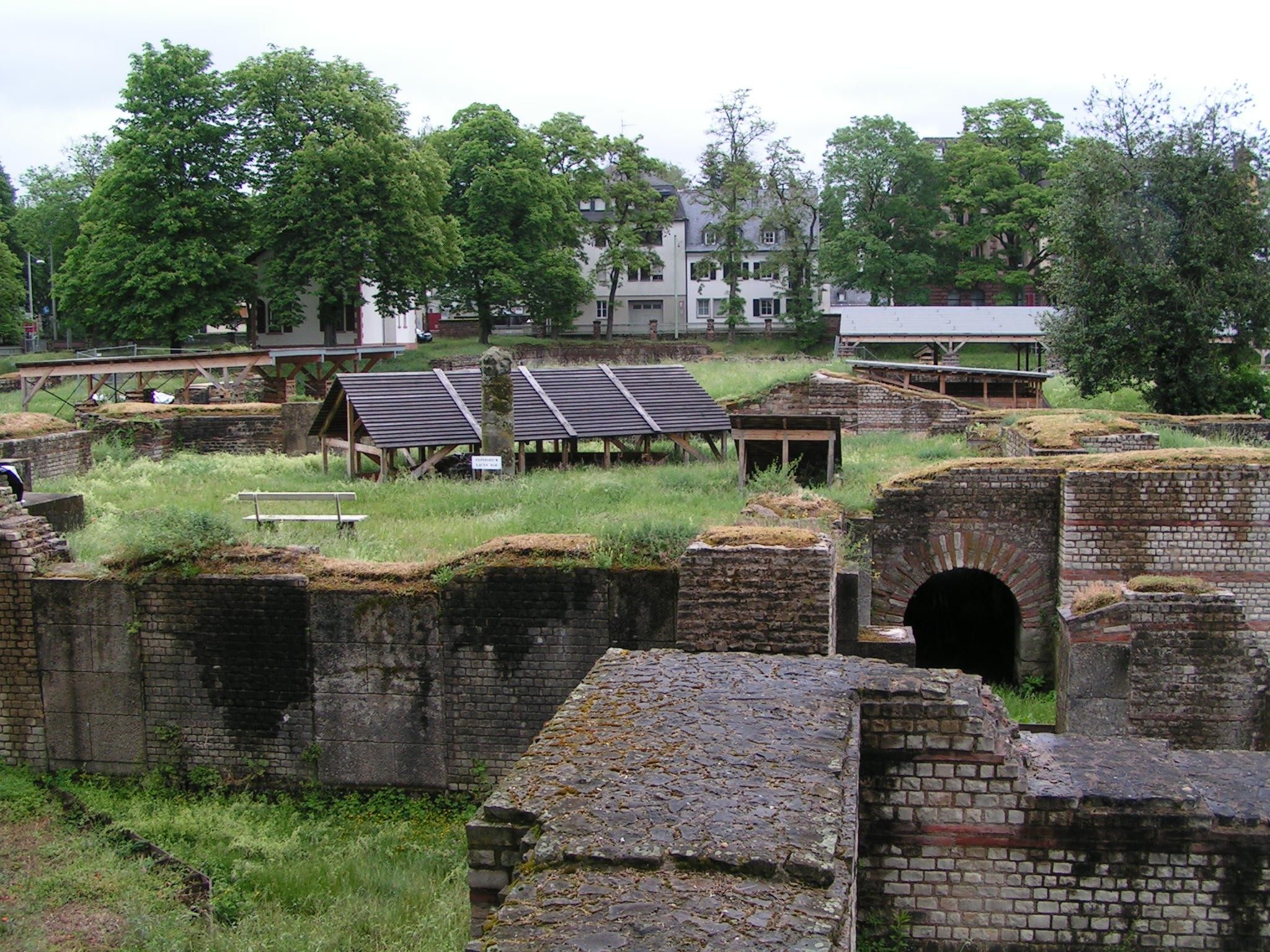
Nhà tắm Barbara tại Trier
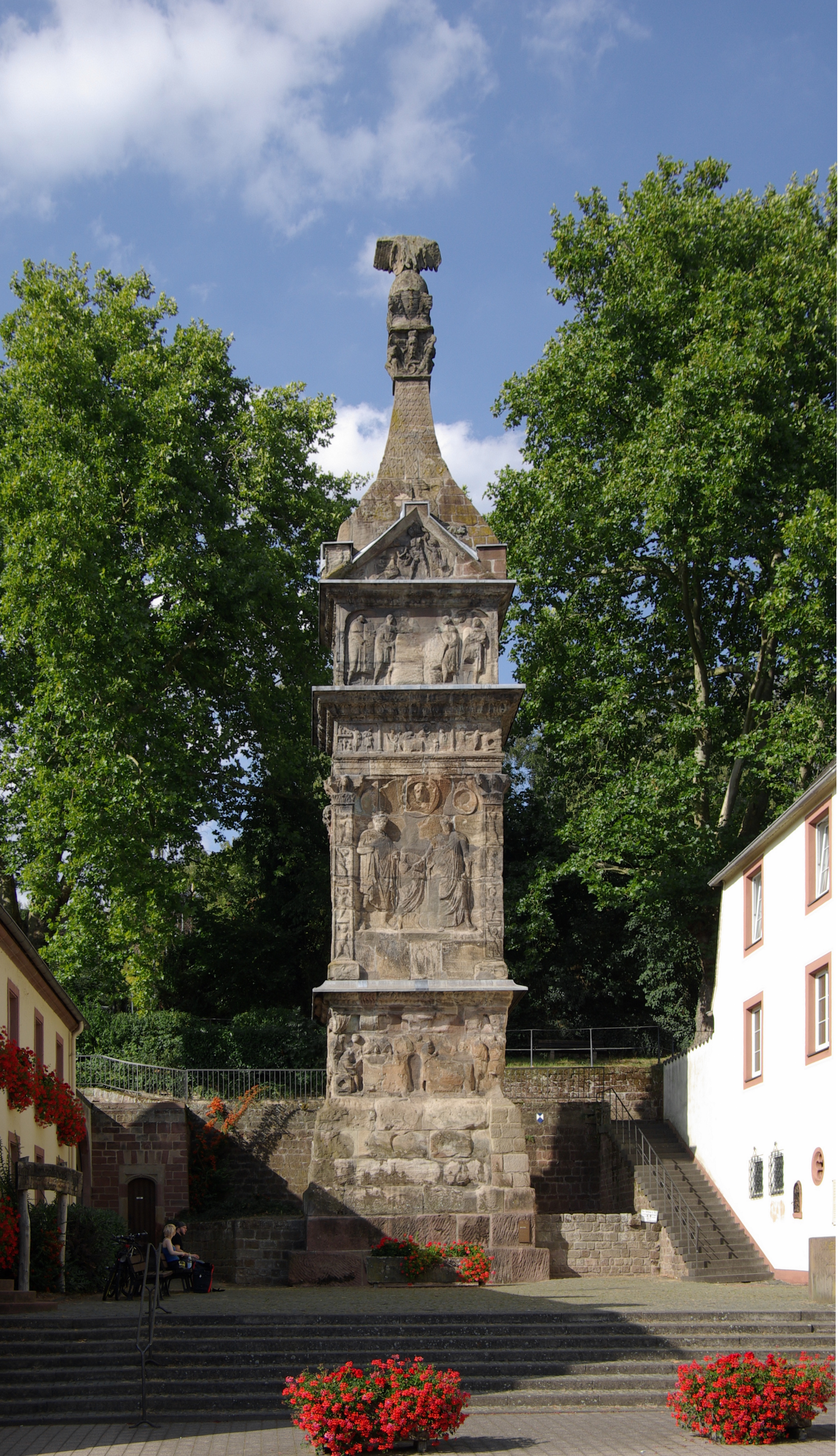
Cột Igel
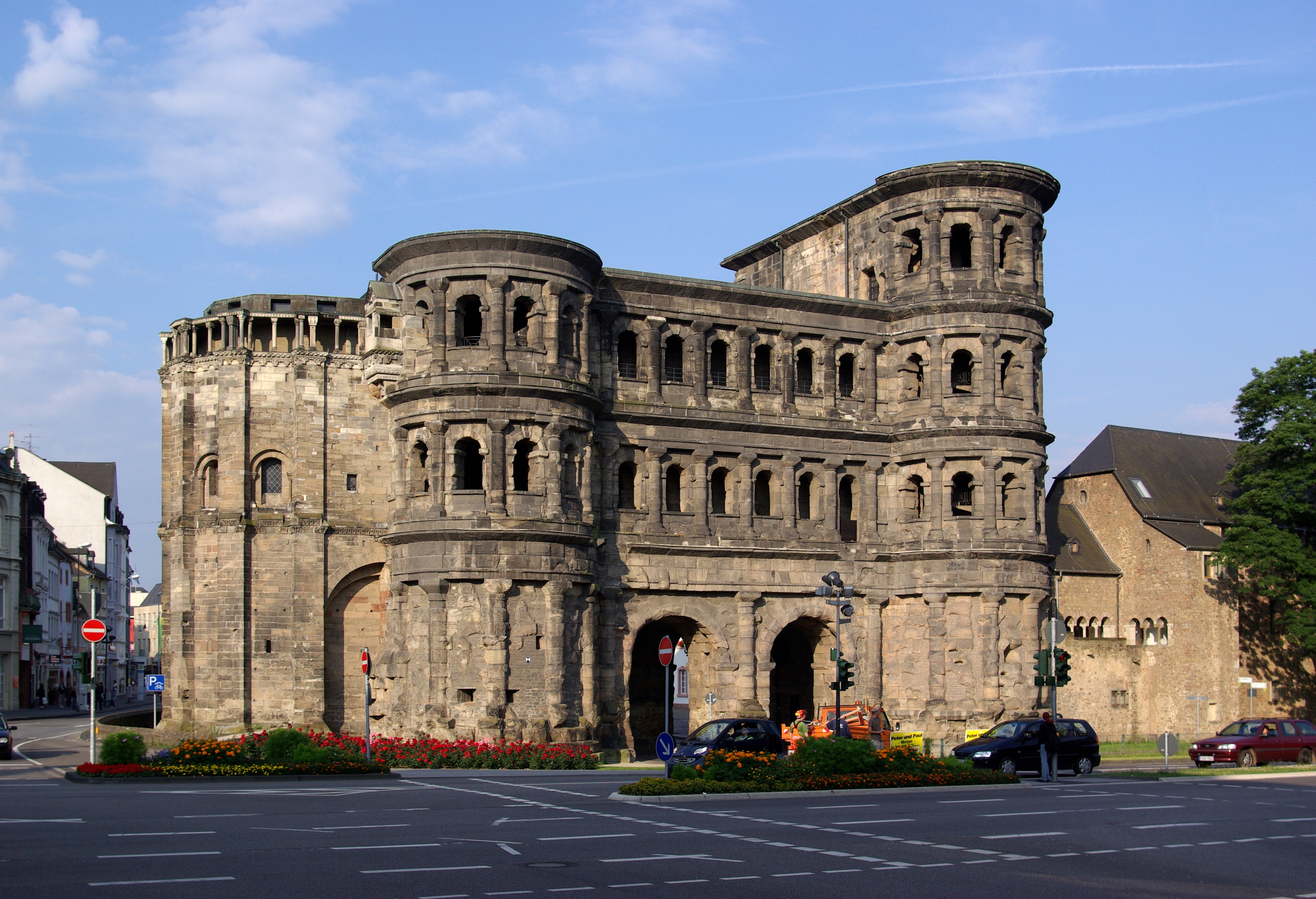
Cổng Porta Nigra Trier
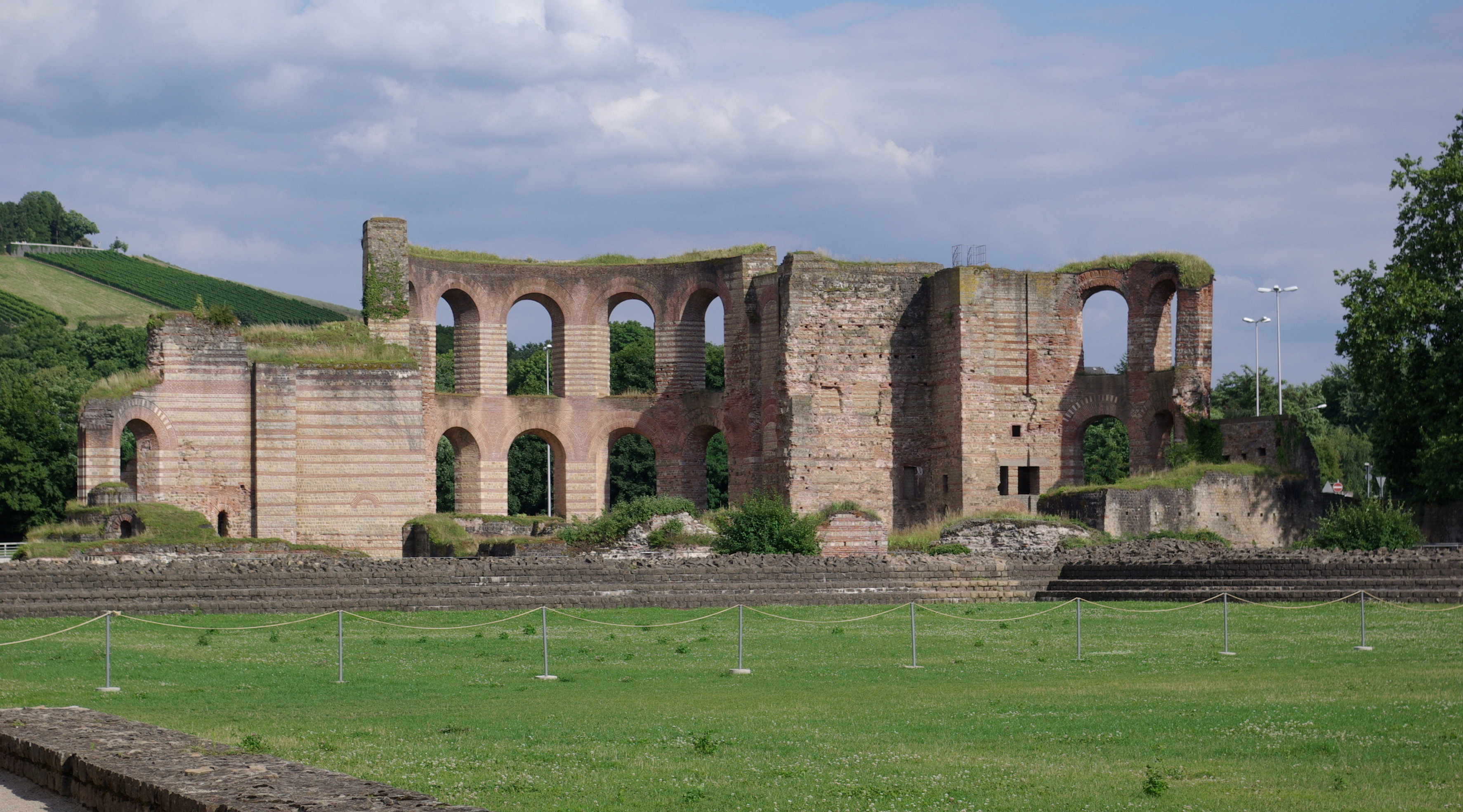
Nhà tắm Hoàng gia Trier
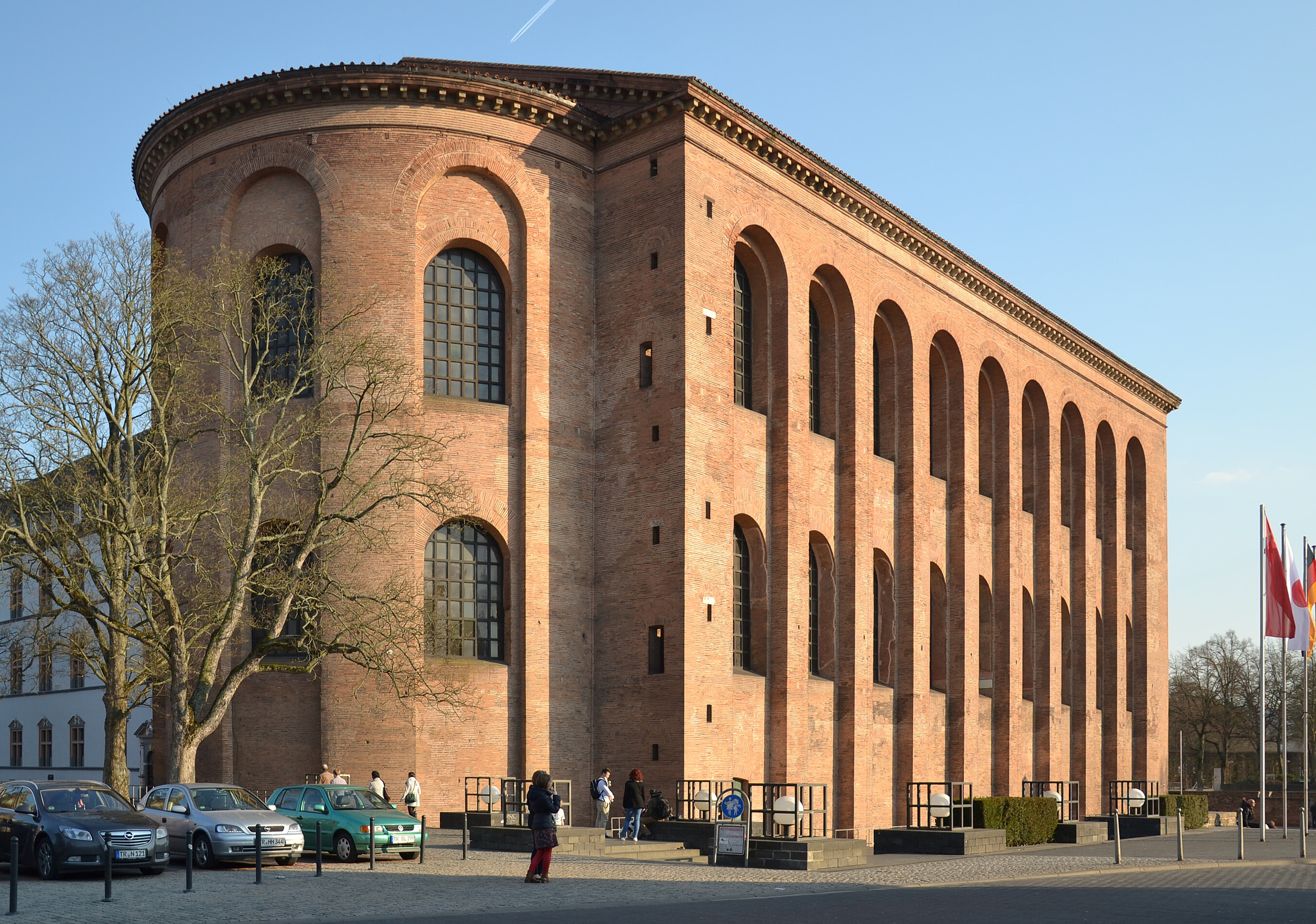
Vương cung thánh đường Constantine tại Trier
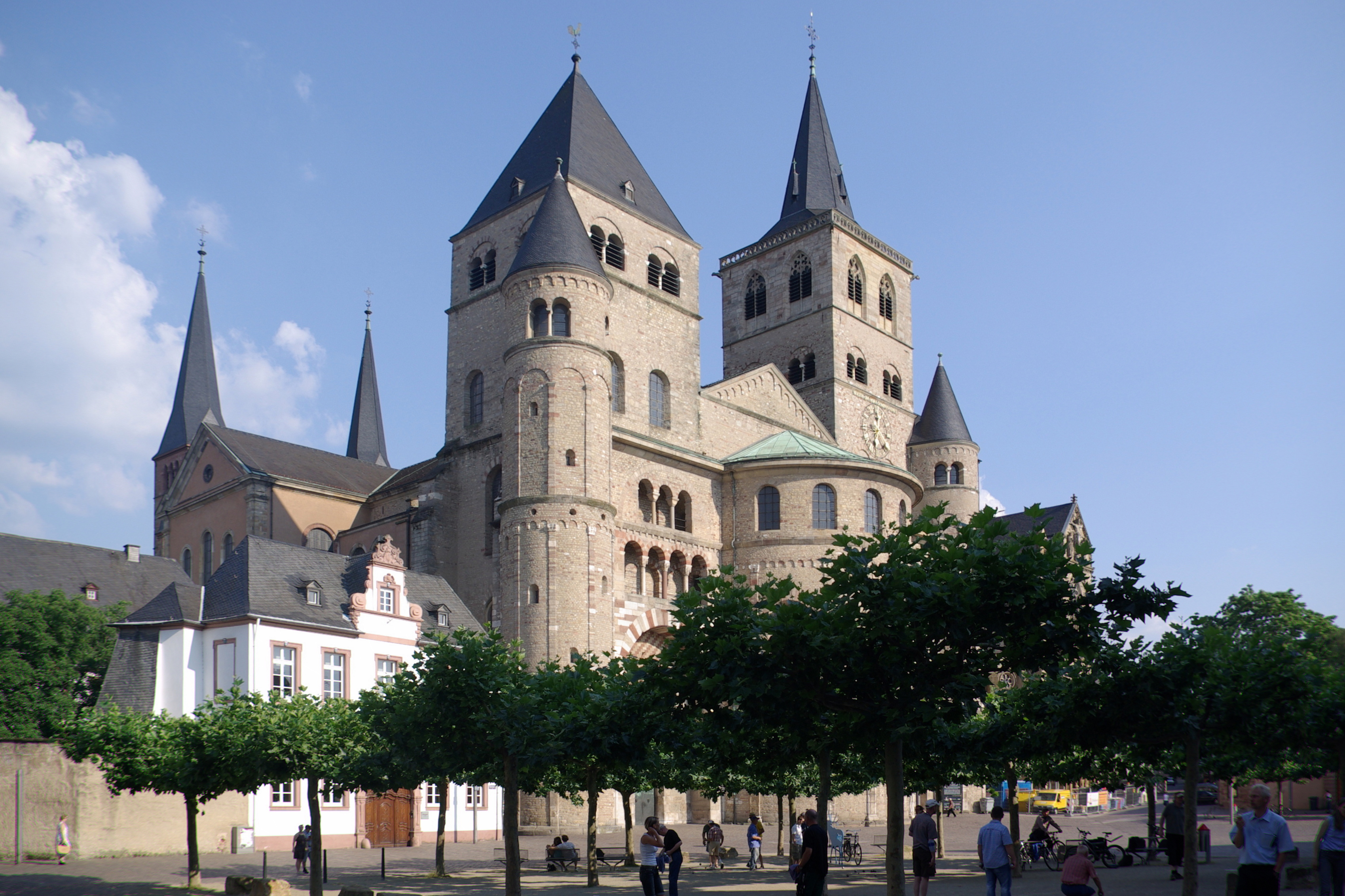
Nhà thờ chính tòa Trier
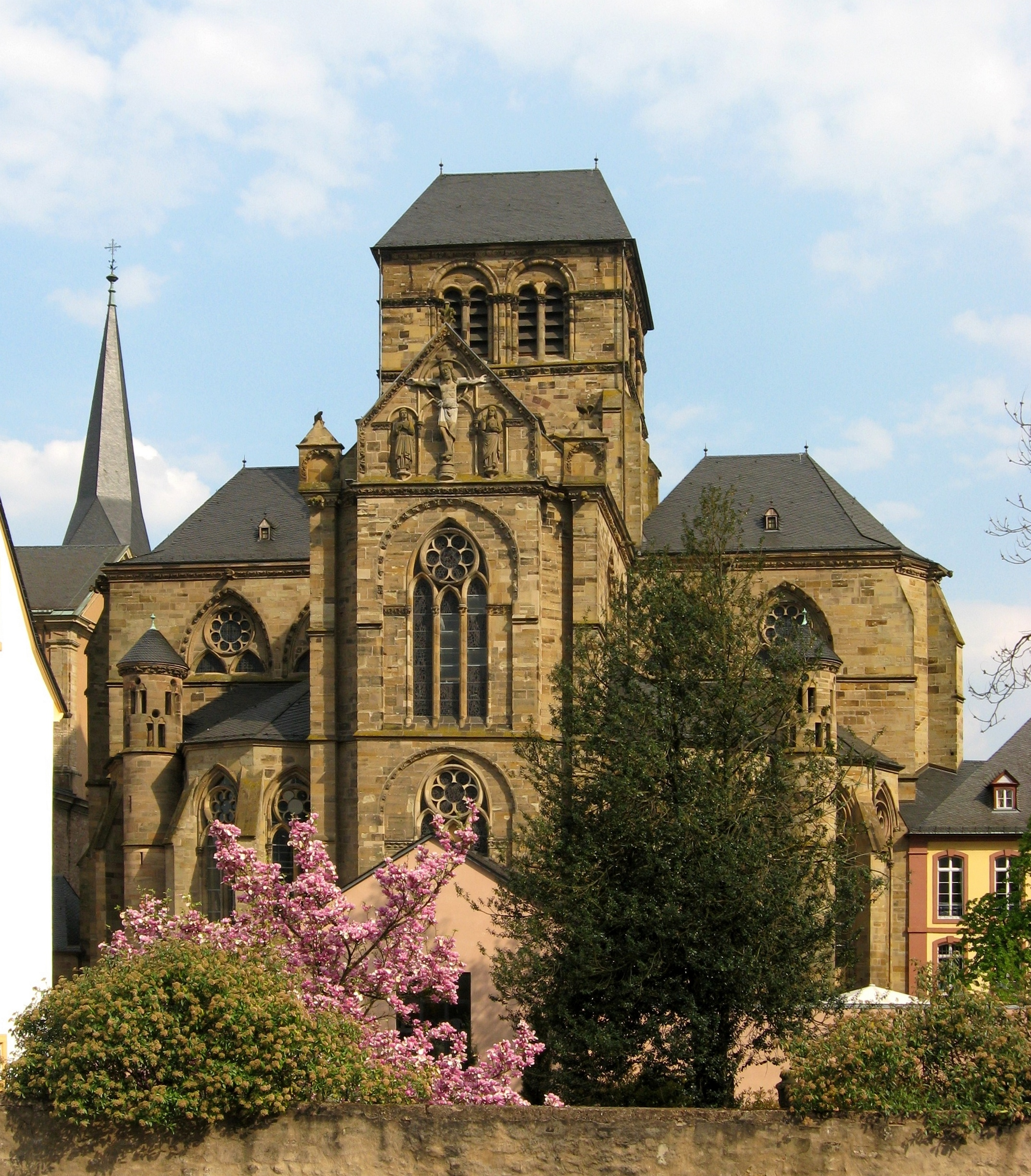
Nhà thờ Đức Mẹ Trier (Liebfrauenkirche)
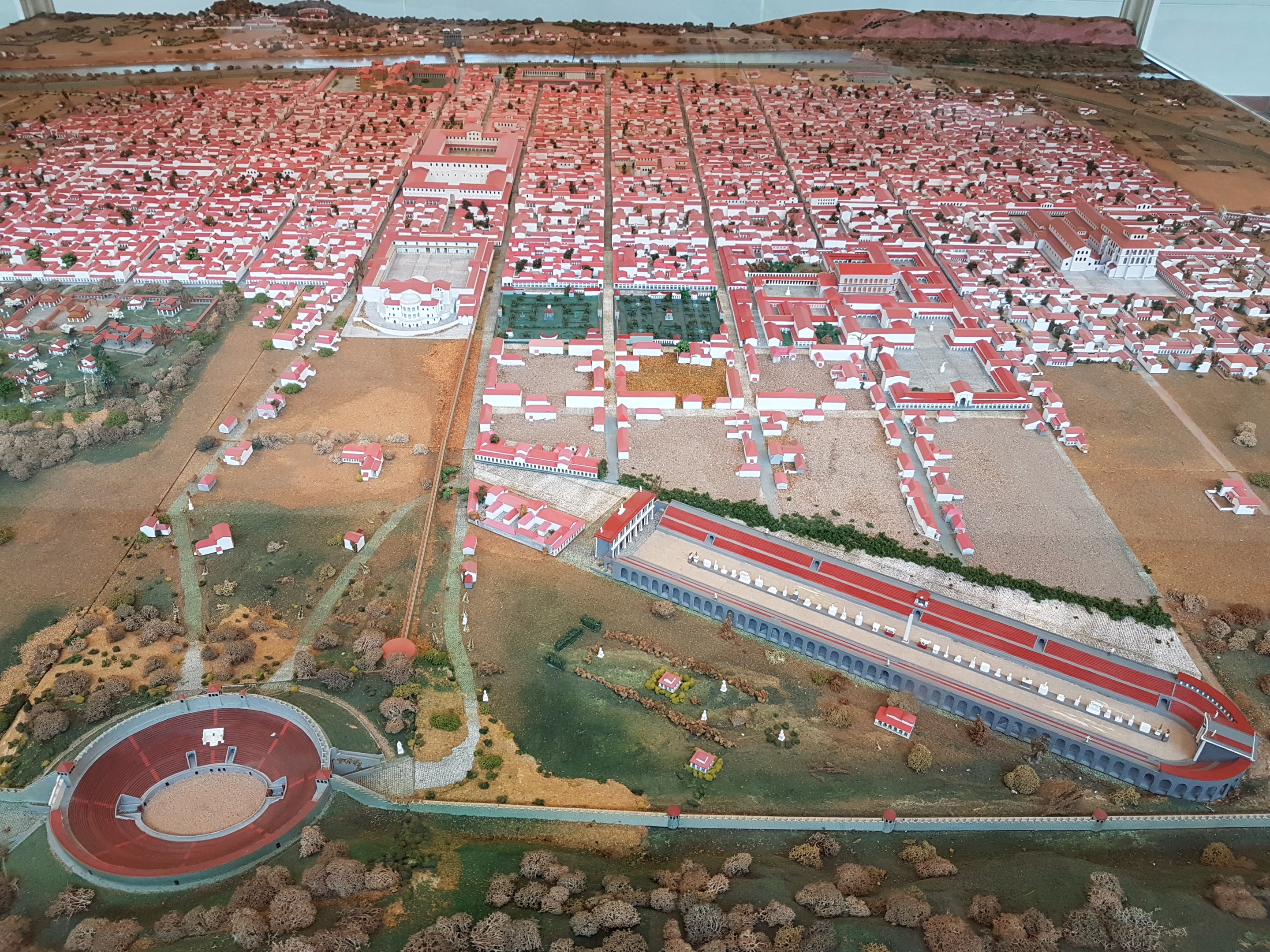
Augusta Treverorum